# Reince Priebus
Reinhold Richard „Reince” Priebus ( 1972. március 18. –) amerikai jogász és politikus, a Republikánus Nemzeti Bizottság (RNC) elnöke. Korábban az RNC jogtanácsosaként működött. Volt a Wisconsini Republikánus Párt elnöke is, ahol olyan ismert politikusokat segített hivatalukba, mint Paul Ryan kongresszusi elnök vagy Scott Walker wisconsini kormányzó.